# Sofian Chakla
Sofian Chakla (Kenitra, 2 september 1993) is een Marokkaans voetballer die sinds 2021 uitkomt voor Oud-Heverlee Leuven.

## Clubcarrière
Chakla werd geboren in Marokko, maar verhuisde op jonge leeftijd naar Spanje. Hij maakte in het seizoen 2012/13 zijn debuut bij Atlético Malagueño, het B-elftal van Málaga CF dat toen in de Tercera División uitkwam. In de tweede helft van het seizoen 2013/14 speelde hij voor een ander reservenelftal, namelijk Real Betis B, het B-elftal van Real Betis.
In het seizoen 2014/15 droeg hij het shirt van Videoton FC, waarmee hij op het einde van het seizoen landskampioen werd. Chakla kwam dat seizoen echter niet veel aan spelen toe. Na een jaar in Hongarije haalde derdeklasser La Roda CF hem terug naar Spanje. Na een seizoen verhuisde hij naar CD El Ejido 2012, dat vanuit de Tercera División naar de Segunda División B was gepromoveerd en in dezelfde reeks als La Roda werd onderverdeeld.
In het seizoen 2017/18 kwam Chakla opnieuw uit voor een B-elftal, namelijk dat van UD Almería, dat uitkwam in de Tercera División. Na een seizoen haalde UD Melilla hem terug naar de Segunda División B. Ook hier bleef hij slechts een seizoen, want in juli 2019 tekende hij bij Villarreal CF. Twee maanden eerder had hij met Melilla het B-elftal van Villarreal uit de promotie-playoffs geknikkerd.
Chakla sloot bij Villarreal aanvankelijk aan bij het B-elftal van de club in de Segunda División B, maar uiteindelijk stroomde hij door naar het eerste elftal. Op 5 februari 2020 maakte hij zijn officiële debuut bij het eerste elftal: in de bekerwedstrijd tegen CD Mirandés, die Villarreal met 4-2 verloor, startte hij in de basis en werd hij tijdens de rust gewisseld voor Rubén Peña. Op 19 juni 2020 maakte hij zijn debuut in de Primera División: op de 30e competitiewedstrijd liet trainer Javier Calleja hem een hele wedstrijd spelen tegen Granada CF. Ook op de voorlaatste speeldag mocht hij een hele wedstrijd spelen, ditmaal tegen Real Madrid.
Op 30 juni 2021 werd Chakla, die in het seizoen 2020/21 nog maar twaalf minuten had gespeeld in de Primera División (en 180 in de Copa del Rey) voor de rest van het seizoen uitgeleend aan Getafe CF. In een half seizoen speelde hij daar elf competitiewedstrijden, waarvan negen als basisspeler. Chakla miste door zijn uitleenbeurt de Europa League-zege van Villarreal. In de groepsfase had hij wel twee keer op de bank gezeten, telkens tegen Maccabi Tel Aviv.
In augustus 2021 ondertekende Chakla een driejarig contract bij de Belgische eersteklasser Oud-Heverlee Leuven.

## Interlandcarrière
Chakla maakte op 30 maart 2021 zijn interlanddebuut voor Marokko: in de Afrika Cup-kwalificatiewedstrijd tegen Burundi (1-0-winst) speelde hij meteen een volledige wedstrijd. Bondscoach Vahid Halilhodžić selecteerde hem op het einde van het jaar voor de Afrika Cup 2021, maar daar speelde hij slechts een wedstrijd: op de derde speeldag speelde hij 89 minuten mee in het 2-2-gelijkspel tegen Gabon.
| Interlands van Sofian Chakla       | Interlands van Sofian Chakla | Interlands van Sofian Chakla | Interlands van Sofian Chakla | Interlands van Sofian Chakla | Interlands van Sofian Chakla | Interlands van Sofian Chakla |
| No.                                | Datum                        | Wedstrijd                    | Uitslag                      | Soort Wedstrijd              | Doelpunten                   |                              |
| Als speler bij Getafe CF           | Als speler bij Getafe CF     | Als speler bij Getafe CF     | Als speler bij Getafe CF     | Als speler bij Getafe CF     | Als speler bij Getafe CF     | Als speler bij Getafe CF     |
| ---------------------------------- | ---------------------------- | ---------------------------- | ---------------------------- | ---------------------------- | ---------------------------- | ---------------------------- |
| 1.                                 | 30 maart 2021                | Marokko – Burundi            | 1 – 0                        | Kwalificatie Afrika Cup 2021 | -                            |                              |
| 2.                                 | 12 juni 2021                 | Marokko – Burkina Faso       | 1 – 0                        | Vriendschappelijk            | -                            |                              |
| Als speler bij Oud-Heverlee Leuven |                              |                              |                              |                              |                              |                              |
| 3.                                 | 12 oktober 2021              | Guinee – Marokko             | 1 – 4                        | Kwalificatie WK 2022         | -                            |                              |
| 4.                                 | 18 januari 2022              | Gabon – Marokko              | 2 – 2                        | Afrika Cup 2021              | -                            |                              |
| Totaal                             | Totaal                       | Totaal                       | Totaal                       | Totaal                       | -                            |                              |

Bijgewerkt tot 3 juni 2022